# Chodda oeluropis
Chodda oeluropis là một loài bướm đêm trong họ Erebidae.